# Liga e Parë 2018/19
Die Liga e Parë 2018/19 war die 74. Spielzeit der zweithöchsten kosovarischen Spielklasse im Fußball der Männer. Sie begann am 18. August 2018 und endete im Mai 2019.

## Teilnehmer
| Verein               | Stadt              | Stadion                     | Kapazität |
| -------------------- | ------------------ | --------------------------- | --------- |
| KF Bashkimi Koretin  | Koretin            | Koretin Arena               | k. A.     |
| KF Besa              | Peja               | Stadiumi Shahin Haxhiislami | 08.500    |
| KF Fushë Kosova      | Fushë Kosova       | Fushë Kosova-Stadion        | k. A.     |
| KF Hajvalia          | Hajvalia           | Stadiumi i Hajvalis         | 01.000    |
| KF Kika              | Hogosht (Kamenica) | k. A.                       | k. A.     |
| KF Kosova Prishtina  | Pristina           | Stadiumi i Flamurtarit      | 02.000    |
| KF Kosova Vushtrri   | Vushtrria          | Stadiumi Ferki Aliu         | 05.000    |
| KF Onix Banje        | Rahovec            | Stadiumi Ismet Shabani      | k. A.     |
| KF Rahoveci          | Rahovec            | Stadiumi Jahja Danuza       | k. A.     |
| KF Ramiz Sadiku      | Pristina           | Stadiumi Ramiz Sadiku       | 05.000    |
| KF Trepça            | Mitrovica          | Adem-Jashari-Stadion        | 28.500    |
| KF Vëllaznimi        | Gjakova            | Stadiumi i Gjakovës         | 06.500    |
| KF Vitia             | Vitia              | Vitia-Stadion               | 02.000    |
| KF Vllaznia Pozheran | Pozheran           | Ibrahim Kurteshi Stadium    | unklar    |
| KF 2 Korriku         | Pristina           | Fusha Sportive 2 Korriku    | 01.000    |